# Garthe (Emstek)

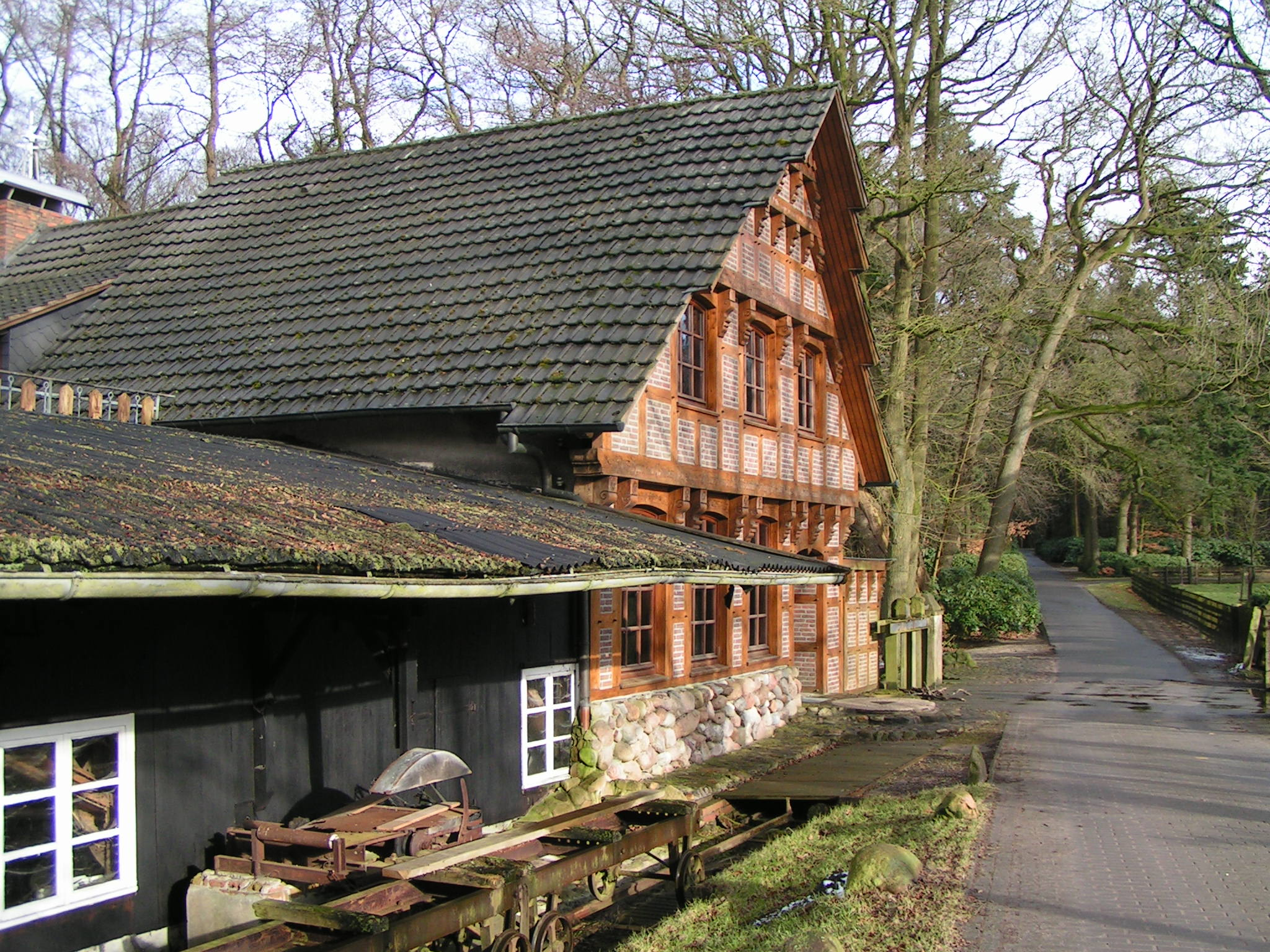
Die Kokenmühle an der Aue in Gartherfeld

Garthe ist eine Bauerschaft der Gemeinde Emstek im Landkreis Cloppenburg in der Region Oldenburger Münsterland in Niedersachsen.

## Geschichte
Garthe, erstmals erwähnt um 947 n. Chr., dürfte eines der ersten Siedlungsgebiete der Gemeinde Emstek sein. 1342 wurde durch Bischof Ludwig II. von Münster eine kurzlebige Burganlage während einer Fehde mit Graf Konrad I. von Oldenburg als Grenzbefestigung errichtet. Von ihr sind südwestlich der Autobahn auf einer Fläche von ca. 160 × 80 m die dreifache Wall-Graben-Befestigung gut erhalten. Diese umfangreiche Fortifikation umgab eine Kernburg von nur ca. 20 × 10 m Größe. Im Norden genügte das „Lange Moor“ als Schutz. Die gesamte Nordosthälfte der Burganlage wurde beim Bau der Autobahn A 29 Anfang der 1980er Jahre zerstört.
1351 wird Garthe erstmals als Villa (Dorf) erwähnt. Zu Garthe zählt auch Egterholz, der urkundlich älteste Teil der Gemeinde Emstek. Kennzeichnend für Garthe sind die weitläufigen Flächen der Garther Heide. Eine Sehenswürdigkeit ist die historische Kokenmühle in Gartherfeld, im nordöstlichen Zipfel der Gemeinde Emstek.